# Bistum Mutare
Das Bistum Mutare (lateinisch Dioecesis Mutarensis, englisch Diocese of Mutare) ist eine in Simbabwe gelegene römisch-katholische Diözese mit Sitz in Mutare.

## Geschichte
Papst Pius XII. gründete die Apostolische Präfektur Umtali am 2. Februar 1953 aus Gebietsabtretungen der Apostolischen Vikariate Fort Victoria und Salisbury und wurde dem Erzbistum San Antonio als Suffragandiözese unterstellt. Die Seelsorge und Evangelisierung wurde den Karmelitern aus Irland übertragen.
Am 15. Februar 1957 wurde sie zu einer Diözese, das dem Erzbistum Salisbury als Suffragandiözese unterstellt wurde, erhoben. Den aktuellen Namen nahm es am 25. Juni 1982 an.

## Territorium
Das Bistum Mutare umfasst die Distrikte Chimanimani, Chipinge, Makoni, Mutare, Mutasa und Nyanga in der Provinz Manicaland.

## Ordinarien

### Apostolischer Präfekt von Umtali
- Donal Lamont OCarm (6. Februar 1953 – 15. Februar 1957)

### Bischöfe von Umtali
- Donal Lamont OCarm (15. Februar 1957 – 5. November 1981)
- Alexio Churu Muchabaiwa (5. November 1981 – 25. Juni 1982)

### Bischof von Mutare
- Alexio Churu Muchabaiwa (25. Juni 1982 – 28. Mai 2016)
- Paul Horan OCarm (seit 28. Mai 2016)